# Episodi di The Serpent Queen (seconda stagione)
La seconda e ultima stagione della serie televisiva The Serpent Queen, composta da otto episodi, è stata trasmessa sul canale statunitense via cavo Starz dal 12 luglio al 30 agosto 2024.
In Italia la stagione è stata interamente resa disponibile sulla piattaforma di streaming MGM+ il 6 giugno 2025.
| nº | Titolo originale     | Titolo italiano         | Prima TV USA   | Pubblicazione Italia |
| -- | -------------------- | ----------------------- | -------------- | -------------------- |
| 1  | Grand Tour           | Grand Tour              | 12 luglio 2024 | 6 giugno 2025        |
| 2  | Second Coming        | Seconda venuta          | 19 luglio 2024 | 6 giugno 2025        |
| 3  | Death of a Prince    | Morte di un principe    | 26 luglio 2024 | 6 giugno 2025        |
| 4  | Judas                | Giuda                   | 2 agosto 2024  | 6 giugno 2025        |
| 5  | Time with the Family | Tempo con la famiglia   | 9 agosto 2024  | 6 giugno 2025        |
| 6  | Courting the Valois  | Corteggiare i Valois    | 16 agosto 2024 | 6 giugno 2025        |
| 7  | A House Divided      | Una casa divisa         | 23 agosto 2024 | 6 giugno 2025        |
| 8  | All Saints Day       | Il giorno di Ognissanti | 30 agosto 2024 | 6 giugno 2025        |

## Grand Tour
- Diretto da: Justin Haythe
- Scritto da: Justin Haythe

### Trama
Dieci anni dopo, nel 1572, Carlo IX è adulto ma deferisce ancora a Caterina per governare.
Suo fratello, il duca d'Anjou, deride la sua sottomissione alla madre, portando a una breve rissa.
Rahima è salita a una posizione di potere a corte come dama di compagnia di Caterina e visita ancora Cosimo Ruggeri nella foresta. Antonia spinge i suoi figli a fomentare una guerra tra cattolici e protestanti per garantire il futuro della loro famiglia, ma Francesco resiste. I piani dei fratelli Borbone richiedono l'assistenza della moglie intimidatoria di Antonio, Giovanna, regina di Navarra. Per garantire la cooperazione di Giovanna, i Borbone convincono Carlo a partecipare a una messa in una chiesa protestante locale. Caterina inizia una relazione con Montmorency. Carlo parte per la chiesa insieme ai Borbone. Antonia ricatta Francesco con alcune lettere scritte al suo amante, e fa in modo che i suoi uomini incendino la chiesa protestante, con Aabis, Matisse e Edith all'interno.
- Guest star: Bill Milner (Carlo IX), Alexandre Willaume (Montmorency), Isobel Jesper Jones (Edith).
- Altri interpreti: Laura Marcus (Elisabetta di Valois), Scott Folan (Ercole di Valois), Rosalie Craig (Giovanna di Navarra), James Gerard (Tancredi), Mikaël Mittelstadt (Matisse), Henry Felix (Lemur), Solenn Mara-Lewis (Justine), Clarisse Lhoni Botte (Delphine).

## Seconda venuta
- Titolo originale: Second Coming
- Diretto da: Justin Haythe
- Scritto da: Justin Haythe e Elizabeth Chakkappan

### Trama
Carlo IX e i Borbone tornano indenni al palazzo. Supponendo che nessuno sia sopravvissuto all'incendio, i Borbone chiedono ritorsioni a Francesco per la distruzione della chiesa, convinti che sia responsabile. Francesco strangola il suo amante per il suo tradimento e brucia le lettere che sua madre aveva ottenuto. Per evitare conflitti, Caterina fa un accordo sia con i Borbone che con i Guisa - i Borbone possono iniziare i negoziati commerciali con l'Inghilterra protestante e, in cambio, abbandoneranno il caso contro i Guisa; i Guisa e gli altri nobili cattolici finanzieranno la costruzione di un nuovo palazzo che Caterina progetta di costruire a Parigi in cambio del perdono di Francesco. Caterina visita Diane de Poitiers e le chiede di contribuire al palazzo e in cambio promette di annullare la legge che impedisce alle sue figlie di ereditare la sua proprietà. Inoltre la invita anche di prendersi cura dei suoi figli mentre si procura fondi per il palazzo in Italia. Rahima rivela a Caterina alcune dicerie secondo cui le persone sono sopravvissute all'incendio della chiesa. Più tardi Francesco trova Edith e la sua congregazione, tra cui Aabis e Matisse, feriti ma vivi e nascosti nella foresta, con Edith che pianifica una rivolta contro la monarchia.
- Guest star: Ludivine Sagnier (Diane de Poitiers), Bill Milner (Carlo IX), Alexandre Willaume (Montmorency), Isobel Jesper Jones (Edith).
- Altri interpreti: Laura Marcus (Elisabetta di Valois), Scott Folan (Ercole di Valois), Ruby Bentall (Angelica), Rosalie Craig (Giovanna di Navarra), James Gerard (Tancredi), Mikaël Mittelstadt (Matisse), Solenn Mara-Lewis (Justine), Robin Greer (Thomas).

## Morte di un principe
- Titolo originale: Death of a Prince
- Diretto da: Melanie Mayron
- Scritto da: Justin Haythe e Elizabeth Chakkappan

### Trama
Anjou e Lemur sono intimiditi da un gruppo di seguaci protestanti di Edith. Anjou chiede giustizia a Carlo, ma viene respinto, citando che non farà che aumentare le attuali ostilità. A Firenze, Caterina riesce ad assicurarsi un prestito dalla banca Strozzi e incontra il fratellastro, Alessandro de' Medici. Montmorency incontra Edith e lei accetta di sciogliere la sua congregazione se Francesco viene punito. Aabis cerca di convincere Matisse a lasciare la foresta per ricevere cure mediche, ma Edith si rifiuta di costringerlo ad andarsene. Diane arriva a corte e consiglia ad Anjou di abbandonare i suoi piani di vendetta. Il cardinale di Lorena cerca di persuadere Anjou a vendicare Ercole. Giovanna di Navarra arriva in Inghilterra e incontra la regina Elisabetta I. I Borbone, tra cui il figlio di Giovanna, Enrico, consigliano a Carlo IX di avviare immediatamente i negoziati commerciali senza aspettare Caterina, e Montmorency gli ordina di arrestare Francesco; il re concede a entrambi. Quando Anjou e il suo entourage si imbattono in un altro gruppo protestante, gli viene chiesto di convertirsi alla loro fede. In risposta annega il predicatore e uno di loro lancia una pietra a Ercole, ferendolo gravemente alla testa.
- Guest star: Ludivine Sagnier (Diane de Poitiers), Ashley Thomas (Alessandro de' Medici), Alexandre Willaume (Montmorency), Bill Milner (Carlo IX), Antonia Clarke (Maria Stuarda), Isobel Jesper Jones (Edith), Minnie Driver (Elisabetta I).
- Altri interpreti: Laura Marcus (Elisabetta di Valois), Scott Folan (Ercole di Valois), Ruby Bentall (Angelica), Rosalie Craig (Giovanna di Navarra), Alex Price (Lord Throckmorton), James Gerard (Tancredi), Mikaël Mittelstadt (Matisse), Henry Felix (Lemur), Alexander Ferrario (Caylus), Neill Murray (Balsac).

## Giuda
- Titolo originale: Judas
- Diretto da: Melanie Mayron
- Scritto da: Justin Haythe e Elizabeth Chakkappan

### Trama
Caterina torna dall'Italia giusto in tempo per vedere Ercole in fin di vita. Il cardinale di Lorena sollecita Anjou a vendicare Ercole con l'aiuto dell'imminente arrivo dell'imperatore del Sacro Romano Impero. Tuttavia, al funerale di Ercole, l'imperatore Carlo V informa Caterina del piano del cardinale e sottolinea l'importanza di sedare i protestanti. Per ottenere il suo favore, Angelica informa Caterina della situazione di Matisse e lei fa in modo che Ruggeri suggerisca ad Aabis di avvelenare Edith per poter salvare Matisse. Tuttavia, Angelica viene respinta da Caterina, così fa un accordo con i Borbone. Luigi di Borbone raggiunge l'Inghilterra e incontra la regina Elisabetta I per negoziare sull'accordo commerciale. Lei lo convince a colludere con lei per usurpare i Valois e sostituirla con la sua casa sul trono francese. Il figlio sadico dell'imperatore, Filippo, viene preso a calci in testa da un cavallo e va in stato comatoso.
Margot implora Caterina affinché Francesco venga rilasciato, ma invece, Caterina sfrutta l'attrazione innaturale del re verso di lei per liberare Francesco e mettere Anjou agli arresti domiciliari. Aabis cerca di avvelenare Edith ma fallisce. Approfittando dello sviluppo, Edith proclama un altro miracolo e battezza Aabis alla religione protestante.
- Guest star: Ludivine Sagnier (Diane de Poitiers), Ashley Thomas (Alessandro de' Medici), Rupert Everett (Carlo V), Bill Milner (Carlo IX), Alexandre Willaume (Montmorency), Isobel Jesper Jones (Edith), Minnie Driver (Elisabetta I).
- Altri interpreti: Laura Marcus (Elisabetta di Valois), Scott Folan (Ercole di Valois), Ruby Bentall (Angelica), Rosalie Craig (Giovanna di Navarra), Steve Furst (Dott. Jean Fernel), Alex Price (Lord Throckmorton), Mikaël Mittelstadt (Matisse), Paulo dos Santos (Principe Filippo), Lilea Le Borgne (Sisi d'Austria), Henry Felix (Lemur), Alexander Ferrario (Caylus), Neill Murray (Balsac).

## Tempo con la famiglia
- Titolo originale: Time with the Family
- Diretto da: Kate Dennis
- Scritto da: Justin Haythe e Elizabeth Chakkappan

### Trama
Alessandro de' Medici invita Caterina a investire nei suoi sforzi in America. Montmorency ha un litigio con Caterina per il tentativo di omicidio di Edith e fa testimoniare Angelica contro di lei davanti al consiglio privato. Caterina si dimette dal consiglio, assicurandosi che Anjou la sostituisse; avendo così Anjou dalla parte dei Guisa (cattolica) e Carlo IX dalla parte dei Borbone (protestante) per bilanciare il potere. Antonia nota l'affinità reciproca di Francesco e Margot, ma quando la questione viene affrontata Francesco la chiude. I Borbone insieme a Giovanna e Enrico incontrano Edith, ma lei tortura Antonio con un rito di abluzione. Il cardinale Lorena ha una crisi di fede e viene segretamente battezzato alla fede protestante. Per evitare una guerra civile, Caterina fa sposare a sua figlia Elisabetta il figlio dell'imperatore Filippo, ormai ridotto a un vegetale. Il giorno seguente, la regina Elisabetta I arriva alla corte francese su invito di Caterina.
- Guest star: Ashley Thomas (Alessandro de' Medici), Rupert Everett (Carlo V), Bill Milner (Carlo IX), Alexandre Willaume (Montmorency), Isobel Jesper Jones (Edith), Minnie Driver (Elisabetta I).
- Altri interpreti: Laura Marcus (Elisabetta di Valois), Ruby Bentall (Angelica), Rosalie Craig (Giovanna di Navarra), Alex Price (Lord Throckmorton), James Gerard (Tancredi), Paulo dos Santos (Principe Filippo), Lilea Le Borgne (Sisi d'Austria), Henry Felix (Lemur), Solenn Mara-Lewis (Justine), Clarisse Lhoni Botte (Delphine).

## Corteggiare i Valois
- Titolo originale: Courting the Valois
- Diretto da: Kate Dennis
- Scritto da: Justin Haythe e Elizabeth Chakkappan

### Trama
Caterina ordina ai suoi figli di mostrare coesione in presenza della regina d'Inghilterra. Rahima informa Caterina della presunta conversione del cardinale Lorena e viene incaricato di coinvolgere la lega cattolica, mentre Edith chiede al cardinale di spiare Caterina. La lega cattolica visita Antonia e lei fa pressione su Francesco per mettere suo fratello sulla strada giusta. La regina Elisabetta I si presenta come una futura sposa per Carlo IX, con sgomento dei Borbone, ma in seguito assicura a Luigi che il loro precedente accordo rimane intatto. A metà di una battuta di caccia con la famiglia reale e la regina Elisabetta, Carlo viene disarcionato e Caterina ha un'altra visione. I Borbone insieme a Lord Throckmorton consegnano casse di armi a Edith, ma lei rimane sospettosa. Rahima confida i suoi sospetti di appropriazione indebita su Alessandro a Caterina, e lei fa spiare Alessandro da Angelica. Più tardi Rahima affronta Alessandro e lui affronta le sue spalle. Ruggeri avverte Caterina dei traditori che la circondano, ma lei gli ordina di andarsene poiché la sua baracca verrà demolita dalle guardie. La regina Elisabetta, approfittando della rivalità tra Carlo IX e Anjou, propone un duello tra loro e dichiara che sposerà il vincitore. Il duello entra nel vivo e, nonostante le istruzioni di Caterina, Anjou si rifiuta di lasciare vincere Carlo. Prima che il duello si concluda, Carlo crolla a terra e espettora sangue.
- Guest star: Ashley Thomas (Alessandro de' Medici), Bill Milner (Carlo IX), Alexandre Willaume (Montmorency), Isobel Jesper Jones (Edith), Minnie Driver (Elisabetta I).
- Altri interpreti: Ruby Bentall (Angelica), Rosalie Craig (Giovanna di Navarra), Steve Furst (Dott. Jean Fernel), Alex Price (Lord Throckmorton), James Gerard (Tancredi), Alexander Ferrario (Caylus), Neill Murray (Balsac).

## Una casa divisa
- Titolo originale: A House Divided
- Diretto da: Justin Haythe
- Scritto da: Justin Haythe e Elizabeth Chakkappan

### Trama
A Charles viene diagnosticata la consunzione e Caterina fa giura al dott. Fernel di mantenere il segreto. La lega cattolica dà a Francesco un ultimatum per sposare la principessa Margot e salire sul trono o suo fratello verrà giustiziato. Francesco cerca di scoraggiare Margot dall'inseguirlo, ma in seguito Antonia la consola e la incoraggia. Caterina propone che Elisabetta sposi Anjou invece del re, che lei rifiuta a causa delle sue inclinazioni.
Prima che Elisabetta se ne vada bruscamente il giorno dopo, ha un breve confronto con Caterina e se ne va con le prove del tradimento dei Borbone. I Borbone eludono la cattura e si uniscono a Edith. Su consiglio di Angelica, Caterina coglie Rahima e Alessandro che pianificano di tradirla.
Montmorency viene battezzato al protestantesimo, in cambio Edith potrà incontrare il re.
Caterina trova Ruggeri e lui la avverte che ha sei traditori intorno a lei: Montmorency, i Guisa, i Borbone, Rahima, Alessandro e una sesta persona sconosciuta. Antonia e Margot apparentemente convincono Caterina a lasciarla sposare Francesco. In seguito Caterina informa il cardinale che il re sta morendo e, dopo aver scoperto i piani della Lega Cattolica, si riconcilia astutamente con Anjou. Carlo e Caterina incontrano Edith, e lei le propone un'unione tra Enrico di Borbone e Margot, successivamente la adesca con un successivo trasferimento di reggenza, termini ai quali lei accetta. Carlo viene battezzato al protestantesimo.
- Guest star: Ashley Thomas (Alessandro de' Medici), Bill Milner (Carlo IX), Alexandre Willaume (Montmorency), Isobel Jesper Jones (Edith), Minnie Driver (Elisabetta I).
- Altri interpreti: Ruby Bentall (Angelica), Rosalie Craig (Giovanna di Navarra), Steve Furst (Dott. Jean Fernel), Alex Price (Lord Throckmorton), James Gerard (Tancredi), Mikaël Mittelstadt (Matisse), Alexander Ferrario (Caylus), Neill Murray (Balsac).

## Il giorno di Ognissanti
- Titolo originale: All Saints Day
- Diretto da: Justin Haythe
- Scritto da: Justin Haythe

### Trama
Carlo si rifiuta di approvare il matrimonio di Margot con Enrico nonostante la conoscenza della sua morte imminente, ma dà il permesso dopo aver sorpreso Margot e Francesco a letto insieme.
Dopo aver incaricato Francesco a prendere la virtù di Margot, Antonia diffonde voci su di lei che raggiungono le orecchie di Giovanna di Navarra. Giovanna informa Caterina delle voci e, per impedire l'annullamento delle nozze, Angelica la avvelena con un paio di guanti. Antonio cerca di convincere Enrico ad abbandonare l'idea di sposare Margot, ma spazza via le sue preoccupazioni. Antonia costringe Francesco a rivelare di essere andato a letto con Margot durante il matrimonio, ma smentisce sua madre all'ultimo minuto.
Il matrimonio viene officiato con la presenza di molti nobili cattolici e protestanti; e dopo la consumazione nel banchetto che segue,  Caterina consegna la reggenza firmata a Edith. In seguito Caterina dà il permesso a una follia omicida tagliando la gola a Edith. Mentre lei sanguina a morte, Anjou e i suoi mignon arrivano e iniziano a massacrare i nobili protestanti presenti in nome della casata dei Guisa. Angelica uccide Montmorency, Ruggeri uccide Alessandro e Anjou uccide Luigi. Anjou si prepara a uccidere Enrico, ma Margot spinge Caterina a risparmiarlo. Dopo che Carlo affronta la regina madre sul massacro, lei lo spinge a ordinare la morte dei seguaci di Edith prima che possano venire per i reali. Rahima viene risparmiata a causa del fatto che porta in grembo il figlio di Alessandro. Caterina attribuisce la colpa del massacro alla casata dei Guisa e alla Lega Cattolica; la prima viene imprigionata mentre la seconda impiccata. All'insaputa di tutti, Luigi e Antonio sopravvivono al massacro e Caterina inizia a pianificare il regno di Anjou dopo la morte di Carlo.
- Guest star: Ashley Thomas (Alessandro de' Medici), Bill Milner (Carlo IX), Alexandre Willaume (Montmorency), Isobel Jesper Jones (Edith).
- Altri interpreti: Ruby Bentall (Angelica), Rosalie Craig (Giovanna di Navarra), James Gerard (Tancredi), Mikaël Mittelstadt (Matisse), Lilea Le Borgne (Sisi d'Austria), Alexander Ferrario (Caylus), Neill Murray (Balsac), Solenn Mara-Lewis (Justine).